# Ong nghệ
Ong nghệ là tên gọi dùng để chỉ các loài ong thuộc chi Bombus trong họ Apidae. Có hơn 250 loài trong chi này, phân bố chủ yếu ở bán cầu Bắc tuy nhiên chúng cũng có mặt ở Nam Mỹ. Các loài này được du nhập vào New Zealand và Tasmania. Chi này là nhóm còn tồn tại duy nhất trong tông Bombini, mặc dù một số chi liên quan đã tuyệt chủng (ví dụ: Calyptapis) được biết đến từ các hóa thạch. Chúng được tìm thấy chủ yếu ở độ cao hoặc vĩ độ cao hơn trong Bắc bán cầu, mặc dù chúng cũng được tìm thấy ở Nam Mỹ nơi một số loài nhiệt đới vùng thấp đã được xác định. Ong vò vẽ châu Âu cũng đã được giới thiệu cho New Zealand và Tasmania. Ong vò cái có thể chích nhiều lần, nhưng thường bỏ qua con người và các động vật khác.
Ong nghệ là những loài côn trùng có tổ chức xã hội, điểm đặc trưng của chúng là lông màu đen và vàng thường tạo thành dải. Tuy nhiên, một số loài cơ thể có màu cam hoặc đỏ, hoặc cơ thể đen hoàn toàn. Các tổ ong nghệ thường nhỏ hơn của ong mật, có tổ chỉ có 50 cá thể. Ong nghệ đẻ nhờ là loài đẻ nhờ tổ và không xây tổ; các con ong chúatheir queens hung hăng xâm lược tổ của các loài ong nghệ khác, giết chết các con ong chúa thường trú và sau đó đẻ trứng, được chăm sóc bởi các con ong thợ thường trú ở tổ chiếm được. Ong nghệ ký sinh tổ trước đây được phân loại là một chi riêng biệt, nhưng bây giờ thường được coi là thành viên của Bombus.
Loài ong vò vẽ có thân tròn phủ lông mềm (các lông cứng phân nhánh dài, khiến chúng xuất hiện và cảm thấy mờ. Chúng có cảnh báo màu xua đuổi, thường bao gồm các dải màu tương phản và các loài ong khác nhau trong một khu vực thường giống nhau trong sự bảo vệ lẫn nhau bắt chước kiểu Müller. Các loài côn trùng vô hại như ruồi giả ong thường có được sự bảo vệ khỏi giống như ong nghệ, trong bắt chước kiểu Bates, và có thể bị nhầm lẫn với chúng. Ong nghệ làm tổ có thể được phân biệt với những con ong nghệ ký sinh tổ lớn, mờ tương tự bằng hình dạng của chân sau cái. Trong ong vò vẽ làm tổ, nó được sửa đổi để tạo thành giỏ phấn hoa, một vùng sáng bóng được bao quanh bởi một dải lông dùng để vận chuyển phấn hoa, trong khi ở ong nghệ ký sinh tổ, chân sau có lông tròn và hạt phấn được nêm vào giữa các sợi lông để vận chuyển.
Giống như họ hàng của chúng, ong mật, ong vò vẽ lấy mật hoa, sử dụng lưỡi lông dài của chúng để vắt chất lỏng; vòi được gập dưới đầu trong suốt chuyến bay. Ong nghệ thu thập mật hoa để thêm vào các kho chứa trong tổ, và phấn hoa để nuôi con non của chúng. Chúng tìm kiếm thức ăn bằng cách sử dụng các mối quan hệ màu sắc và không gian để xác định hoa để lấy mật. Một số loài ong vò vẽ ăn cắp mật hoa, tạo một lỗ gần gốc hoa để tiếp cận mật hoa trong khi tránh chuyển phấn hoa. Ong nghệ là tác nhân thụ phấn quan trọng trong nông nghiệp, vì vậy sự suy giảm của chúng ở Châu Âu, Bắc Mỹ và Châu Á là một nguyên nhân gây lo ngại. Sự suy giảm đã được gây ra bởi mất môi trường sống, cơ giới hóa của nông nghiệp và thuốc trừ sâu.

## Hình ảnh

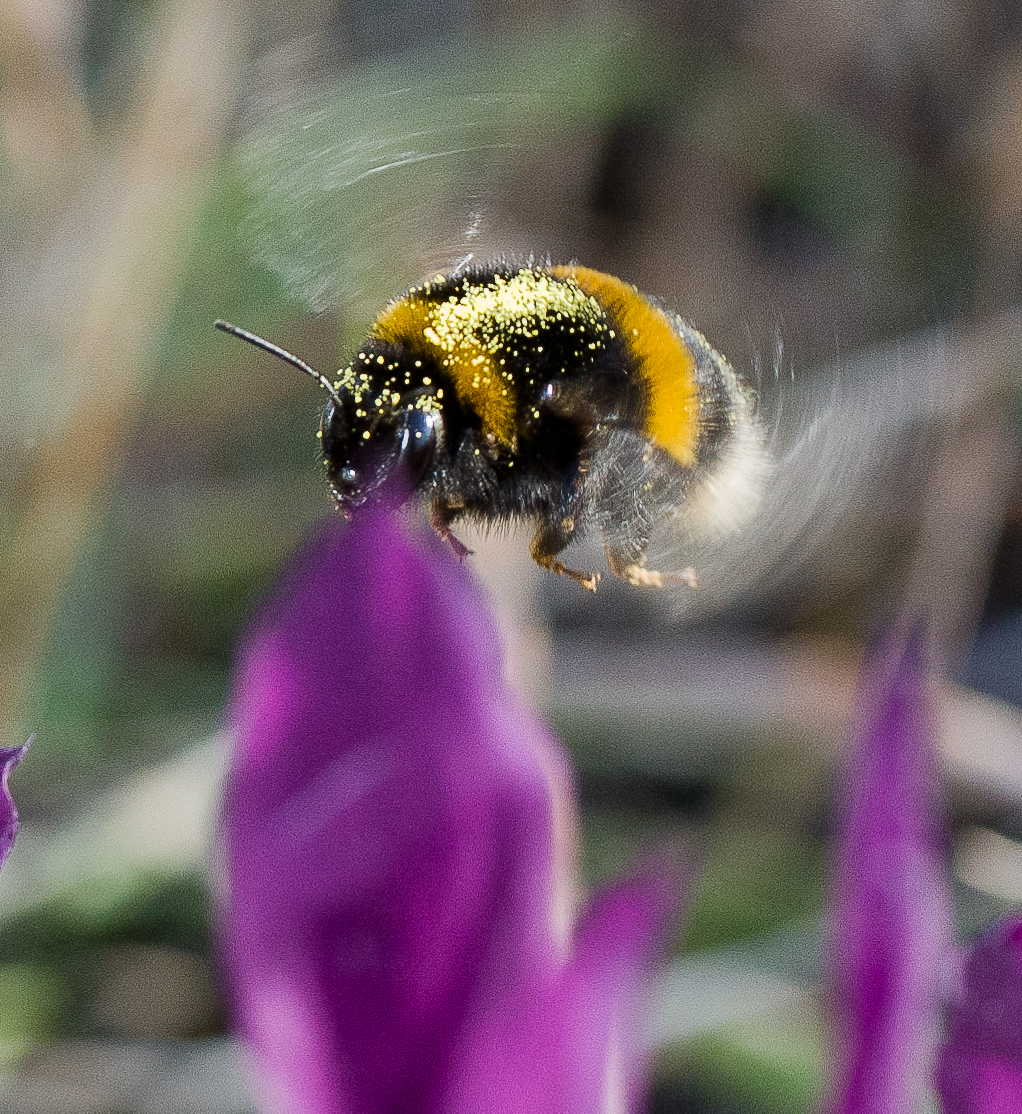
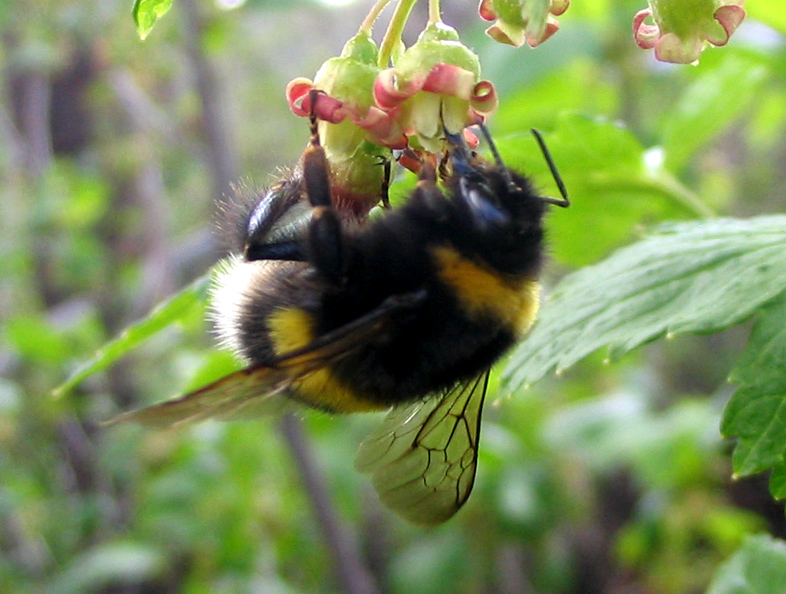
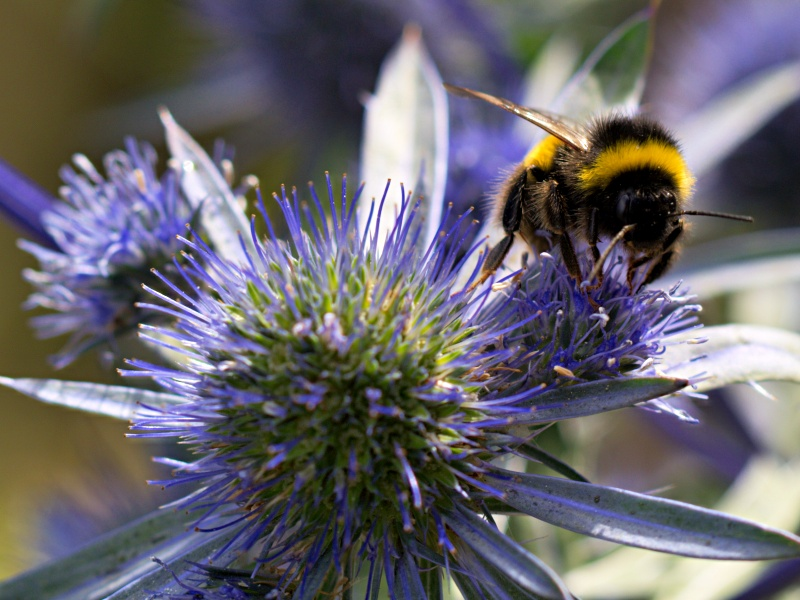
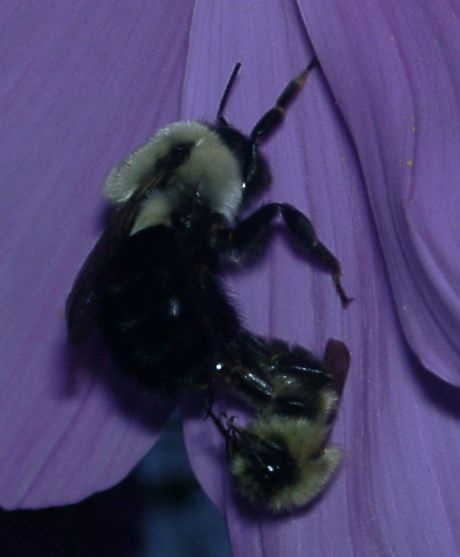
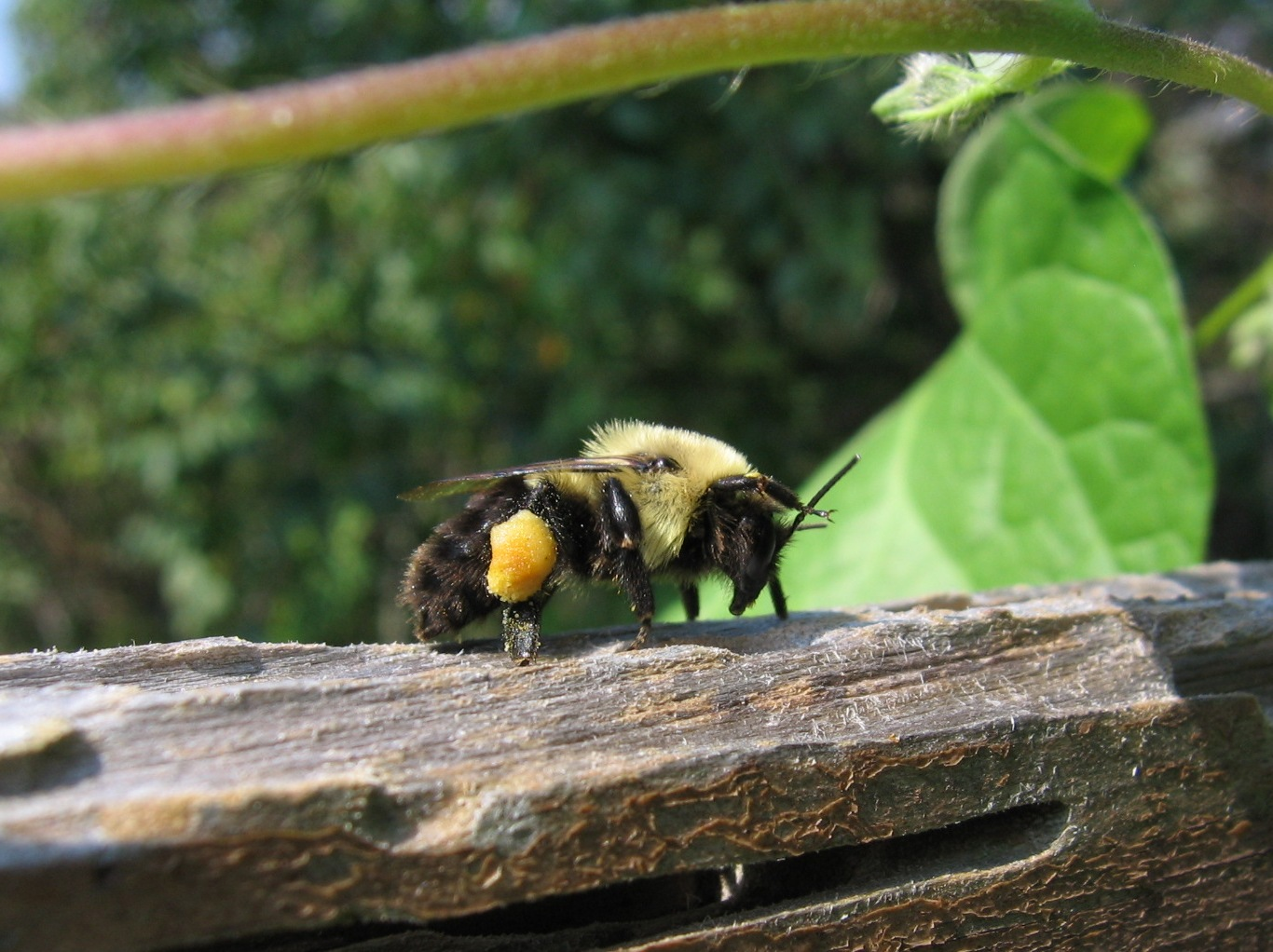
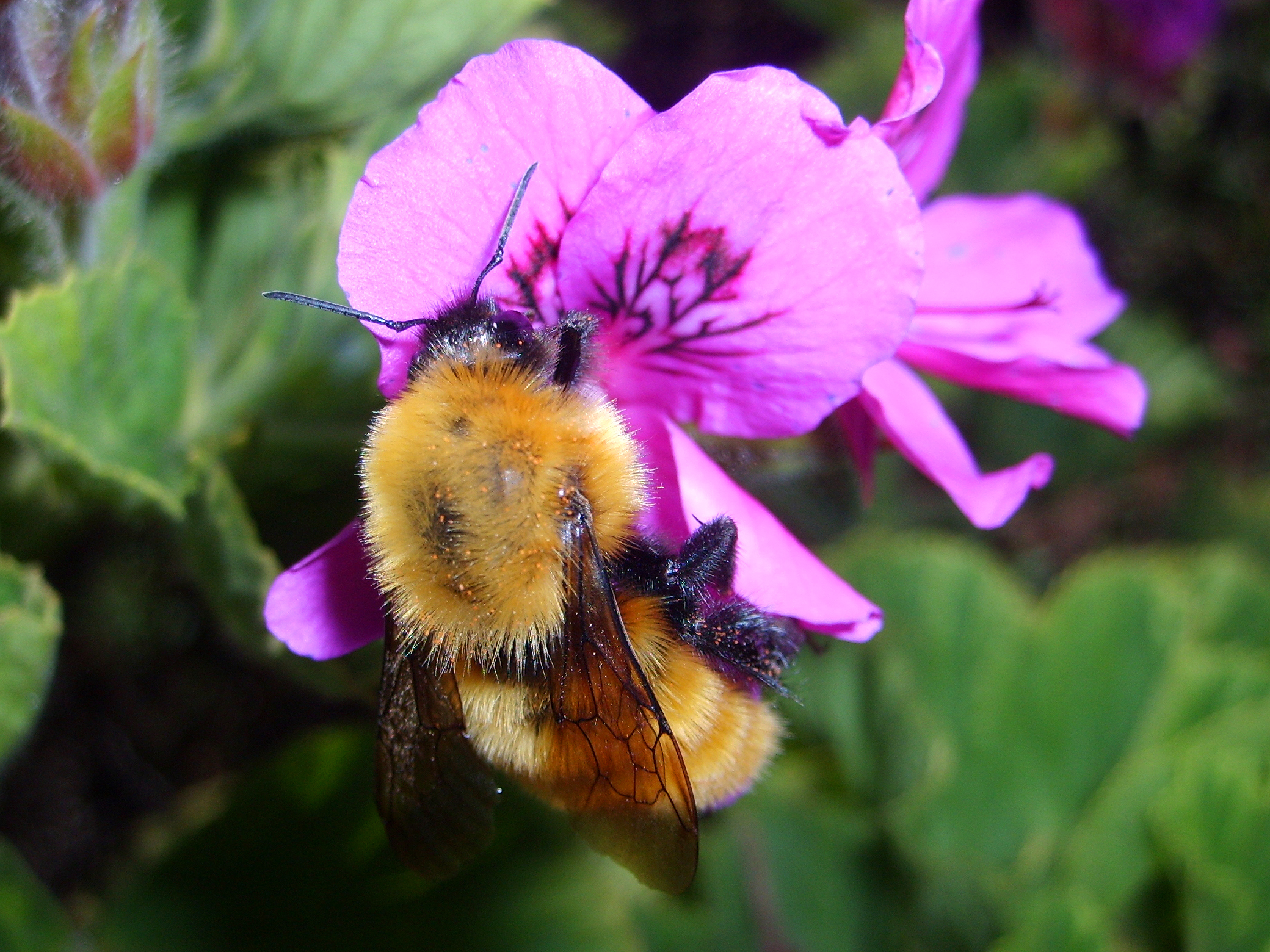
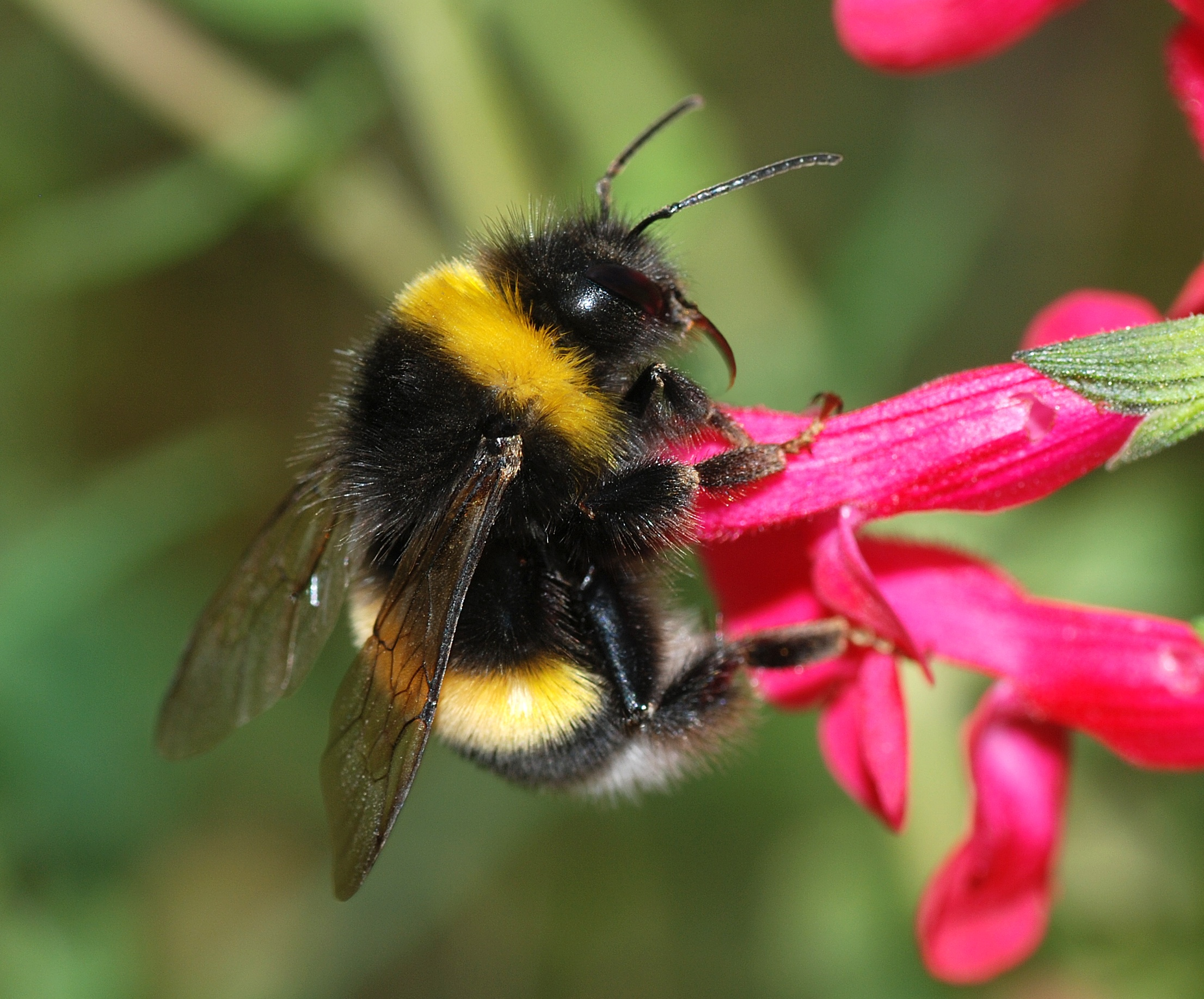
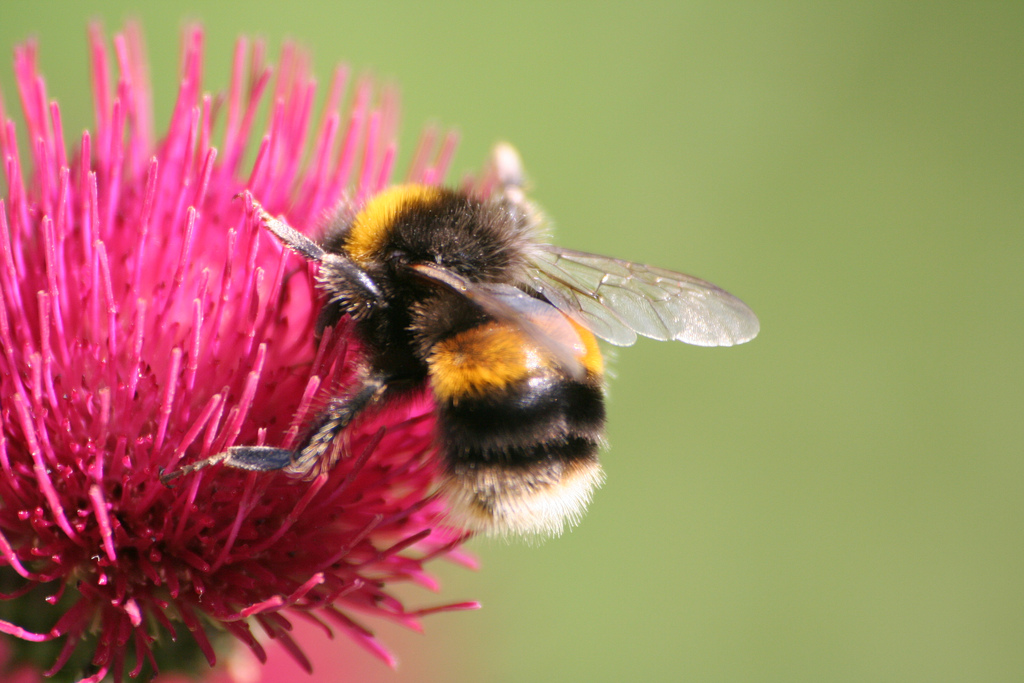

## Các loài
- Bombus abnormis
- Bombus affinis
- Bombus alpinus
- Bombus amurensis
- Bombus anachoreta
- Bombus appositus
- Bombus ardens
- Bombus argillaceus
- Bombus armeniacus
- Bombus ashtoni
- Bombus asiaticus
- Bombus atratus
- Bombus atripes
- Bombus auricomus
- Bombus avanus
- Bombus avinoviellus
- Bombus baeri
- Bombus balteatus
- Bombus barbutellus
- Bombus beaticola
- Bombus bellardii
- Bombus bellicosus
- Bombus bicoloratus
- Bombus bifarius
- Bombus bimaculatus
- Bombus biroi
- Bombus bohemicus
- Bombus borealis
- Bombus braccatus
- Bombus brachycephalus
- Bombus branickii
- Bombus brasiliensis
- Bombus breviceps
- Bombus brevivillus
- Bombus brodmannicus
- Bombus californicus
- Bombus caliginosus
- Bombus campestris
- Bombus centralis
- Bombus chinensis
- Bombus cingulatus
- Bombus citrinus
- Bombus coccineus
- Bombus cockerelli
- Bombus confusus
- Bombus consobrinus
- Bombus convexus
- Bombus coreanus
- Bombus cornutus
- Bombus crotchii
- Bombus cullumanus
- Bombus czerskii
- Bombus dahlbomii
- Bombus defector
- Bombus deuteronymus
- Bombus digressus
- Bombus diligens
- Bombus distinguendus
- Bombus diversus
- Bombus ecuadorius
- Bombus ephippiatus
- Bombus excellens
- Bombus exil
- Bombus eximius
- Bombus expolitus
- Bombus fedtschenkoi
- Bombus ferganicus
- Bombus fernaldae
- Bombus fervidus
- Bombus festivus
- Bombus filchnerae
- Bombus flavescens
- Bombus flavidus
- Bombus flavifrons
- Bombus formosellus
- Bombus fragrans
- Bombus franklini
- Bombus fraternus
- Bombus frigidus
- Bombus friseanus
- Bombus funebris
- Bombus funerarius
- Bombus genalis
- Bombus gerstaeckeri
- Bombus grahami
- Bombus griseocollis
- Bombus guatemalensis
- Bombus haematurus
- Bombus haemorrhoidalis
- Bombus handlirschi
- Bombus handlirschianus
- Bombus haueri
- Bombus hedini
- Bombus himalayanus
- Bombus honshuensis
- Bombus hortorum
- Bombus hortulanus
- Bombus humilis
- Bombus huntii
- Bombus hyperboreus
- Bombus hypnorum
- Bombus hypocrita
- Bombus ignitus
- Bombus imitator
- Bombus impatiens
- Bombus impetuosus
- Bombus incertus
- Bombus inexspectatus
- Bombus infirmus
- Bombus infrequens
- Bombus insularis
- Bombus intrudens
- Bombus irisanensis
- Bombus jonellus
- Bombus kashmirensis
- Bombus keriensis
- Bombus koreanus
- Bombus kulingensis
- Bombus ladakhensis
- Bombus laesus
- Bombus lapidarius
- Bombus lapponicus
- Bombus lemniscatus
- Bombus lepidus
- Bombus longipes
- Bombus lucorum
- Bombus luteipes
- Bombus macgregori
- Bombus makarjini
- Bombus marussinus
- Bombus maxillosus
- Bombus medius
- Bombus melaleucus
- Bombus melanopoda
- Bombus melanopygus
- Bombus melanurus
- Bombus mendax
- Bombus mesomelas
- Bombus mexicanus
- Bombus miniatus
- Bombus mirus
- Bombus mixtus
- Bombus mlokosievitzii
- Bombus modestus
- Bombus monozonus
- Bombus monticola
- Bombus morawitzi
- Bombus morawitzianus
- Bombus morio
- Bombus morrisoni
- Bombus mucidus
- Bombus muscorum
- Bombus mysticus
- Bombus neoboreus
- Bombus nevadensis
- Bombus niveatus
- Bombus nobilis
- Bombus norvegicus
- Bombus novus
- Bombus oberti
- Bombus obtusus
- Bombus occidentalis
- Bombus oceanicus
- Bombus opifex
- Bombus opulentus
- Bombus parthenius
- Bombus pascuorum
- Bombus patagiatus
- Bombus pensylvanicus
- Bombus perezi
- Bombus perplexus
- Bombus persicus
- Bombus personatus
- Bombus picipes
- Bombus pleuralis
- Bombus polaris
- Bombus pomorum
- Bombus portchinsky
- Bombus pratorum
- Bombus pressus
- Bombus pseudobaicalensis
- Bombus pullatus
- Bombus pyrenaeus
- Bombus pyrosoma
- Bombus quadricolor
- Bombus religiosus
- Bombus remotus
- Bombus richardsiellus
- Bombus robustus
- Bombus rohweri
- Bombus rotundiceps
- Bombus rubicundus
- Bombus rubriventris
- Bombus ruderarius
- Bombus ruderatus
- Bombus rufipes
- Bombus rufocinctus
- Bombus rufofasciatus
- Bombus rupestris
- Bombus saltuarius
- Bombus sandersoni
- Bombus schrencki
- Bombus securus
- Bombus semenovianus
- Bombus semenoviellus
- Bombus senex
- Bombus shaposhnikovi
- Bombus sibiricus
- Bombus sichelii
- Bombus simillimus
- Bombus sitkensis
- Bombus skorikovi
- Bombus sololensis
- Bombus sonani
- Bombus sonorus
- Bombus soroeensis
- Bombus sporadicus
- Bombus steindachneri
- Bombus subterraneus
- Bombus subtypicus
- Bombus suckleyi
- Bombus sulfureus
- Bombus superbus
- Bombus supremus
- Bombus sushkini
- Bombus sylvarum
- Bombus sylvestris
- Bombus sylvicola
- Bombus tanguticus
- Bombus ternarius
- Bombus terrestris
- Bombus terricola
- Bombus tibetanus
- Bombus tichenkoi
- Bombus transversalis
- Bombus tricornis
- Bombus trifasciatus
- Bombus trinominatus
- Bombus tschitscherini
- Bombus tucumanus
- Bombus tunicatus
- Bombus turkestanicus
- Bombus turneri
- Bombus unicus
- Bombus ussurensis
- Bombus vagans
- Bombus waltoni
- Bombus vandykei
- Bombus variabilis
- Bombus weisi
- Bombus velox
- Bombus vestalis
- Bombus veteranus
- Bombus wilmattae
- Bombus vogti
- Bombus vosnesenskii
- Bombus wurflenii
- Bombus zonatus